# اولی فوس
اولی فوس (انگلیسی: Uli Vos; ۲ سپتامبر ۱۹۴۶ – ۱ دسامبر ۲۰۱۷) بازیکن هاکی روی چمن اهل آلمان بود.
وی در مسابقات کشوری و بین‌المللی در مجموع برندهٔ ۱ مدال طلا شده‌است.